# Gustav von Diest
Gustav Friedrich Heinrich Paul von Diest (né le 16 août 1826 à Posen et mort le 27 février 1911 à Mersebourg) est avocat, président du district et auteur prussien.

## Famille
Diest descend d'une vieille famille aristocratique qui commence sa lignée avec le théologien luthérien et pasteur Herrmann Tegeler von Diest à Diestedde (maintenant partie de Wadersloh) dans l'arrondissement de Warendorf (de), et est le fils du lieutenant général prussien Heinrich von Diest (1785-1847), ancien officier d'état-major impérial russe et adjudant d'aile du tsar Alexandre II et attaché militaire à Berlin, et d'Adelheid von Gerhardt (1794-1832).
Diest se marie le 3 mars 1859 à Francfort-sur-l'Oder Anna von Thile (né le 20 août 1830 à Berlin; mort le 5 octobre 1908 à Mersebourg). Son épouse est la fille d'Adolf Eduard von Thile (1784-1861), général prussien d'infanterie, et d'Auguste von Schöning (1788-1859). Sa fille Elisabeth (1862–1946) épouse les frères Siegfried (de) et Wilhelm von Quast l'un après l'autre.
Leurs pierres tombales se trouvent encore aujourd'hui dans le cimetière de Campo Santo à Radensleben près de Neuruppin, qui est aménagé par Ferdinand von Quast en 1854.

## Biographie
Diest commence sa carrière comme auscultateur en 1848, devient stagiaire du gouvernement à Potsdam en 1850, est administrateur (de) de l'arrondissement de Ruppin (de) à Neuruppin en 1851/1852 et devient évaluateur du gouvernement à Düsseldorf en 1854. En 1857, il entre à la haute présidence de Coblence, en 1858 il devient administrateur de l'arrondissement de Wetzlar et en 1866 commissaire civil pour Nassau.
Entre 1867 et 1874, Diest est d'abord membre du Reichstag de la Confédération de l'Allemagne du Nord puis de l'Empire allemand. Il est d'abord élu dans la 3e circonscription de Wiesbaden puis dans la 2e circonscription de Dantzig. Il est membre du parti conservateur.
De 1867 à 1869, il est président du district de Wiesbaden. Dès 1869, il est transféré à Dantzig, car en tant que conservateur, il avait de violentes disputes avec le libéral Karl Braun. Bismarck veut garder Braun, qui est l'un des chefs du groupe parlementaire national-libéral, dans ses bonnes grâces et fait donc pression pour le transfert de Diest. De 1869 à 1876, il travaille comme président du district de Dantzig et de 1876 à 1894 du district de Mersebourg.
Il est membre du Synode général et un véritable conseiller privé. De 1894 jusqu'à sa mort (1911) il est membre de la chambre des seigneurs de Prusse. Diest est doyen du monastère de la cathédrale de Mersebourg et chevalier de Justice de l'ordre de Saint-Jean .

## Travaux
- (de) Meine Orientreise im Frühjahr 1899, Berlin, Mittler, 1899
- (de) Aus dem Leben eines Glücklichen: Erinnerungen eines alten Beamten, Berlin, Mittler, 1904